# Louis Lamm

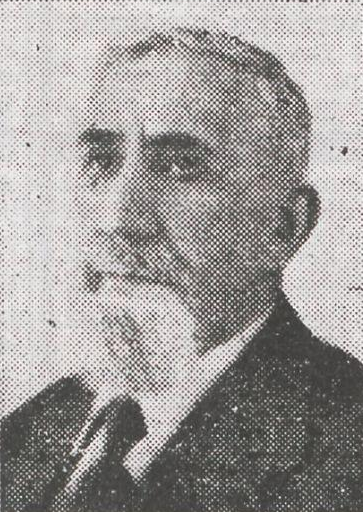
Louis Lamm im Alter von 70 Jahren (aus: Het joodsche Weekblad, 5. Dezember 1941, S. 7)

Louis Lamm (geboren am 12. Dezember 1871 in Wittelshofen; gestorben am 19. November 1943 im Konzentrationslager Auschwitz) war ein deutscher Buchhändler, Antiquar und Verleger jüdischen Glaubens.

## Leben
Louis Lamm wuchs in einer ärmlichen jüdisch-orthodoxen Familie auf. Sein Vater Max (1842–1917) war Klempner, stellte als Blechschmied aber auch kunstvolle Judaika her. Außerdem gab er Lamm’s jüdischer und deutscher Wochenkalender heraus. Er war verheiratet mit Hanna, geborene Altmayer (1836–1906). Louis wuchs mit sechs Geschwistern auf. 1874 zog die Familie nach Buttenwiesen um.
Mit 13 Jahren kam Louis Lamm zu einer Pflegefamilie in Frankfurt am Main. Er absolvierte seine Lehre im Antiquariat A. Hoffmann. 1903 eröffnete er zusammen mit Bernhard Nathansen in der Neuen Friedrichstraße 61–63 in Berlin die Buchhandlung Nathansen & Lamm, Sortiment und Antiquariat. Ab 1905 führte Lamm das auf Judaica spezialisierte Geschäft allein weiter. Er gab über 30 Antiquariatskataloge heraus, die ihm Absatzmärkte in ganz Europa und den Vereinigten Staaten erschlossen.

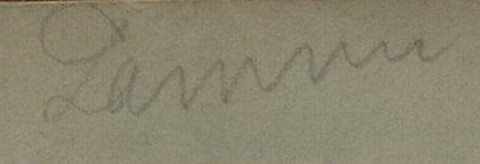
Unterschrift von Louis Lamm

Lamm verkaufte als Antiquar auch wertvolle Privatbibliotheken verschiedener Gelehrter, wie zum Beispiel die Bibliothek von Franz Delitzsch. 1924 war er Mitbegründer der Soncino-Gesellschaft der Freunde des jüdischen Buches.

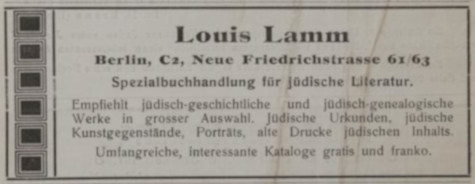
Werbeanzeige der Spezialbuchhandlung Louis Lamm

In seinem Verlag veröffentlichte Lamm hauptsächlich Werke zur jüdischen Geschichte, von denen er viele selbst verfasst hatte. Seine erfolgreichsten Buchreihen waren Lamms Bibliotheca Judaica und – im Ersten Weltkrieg – Lamms jüdische Feldbücherei, wodurch er sich als patriotischer Deutscher profilierte. Im Ersten Weltkrieg gab er auch eine Reihe von Ansichtskarten – Lamms jüdische Kriegspostkarten – und 1916 ein Verzeichnis jüdischer Kriegsschriften heraus. Lamms Geschäft war ein Treffpunkt jüdischer und nicht-jüdischer Gelehrter.

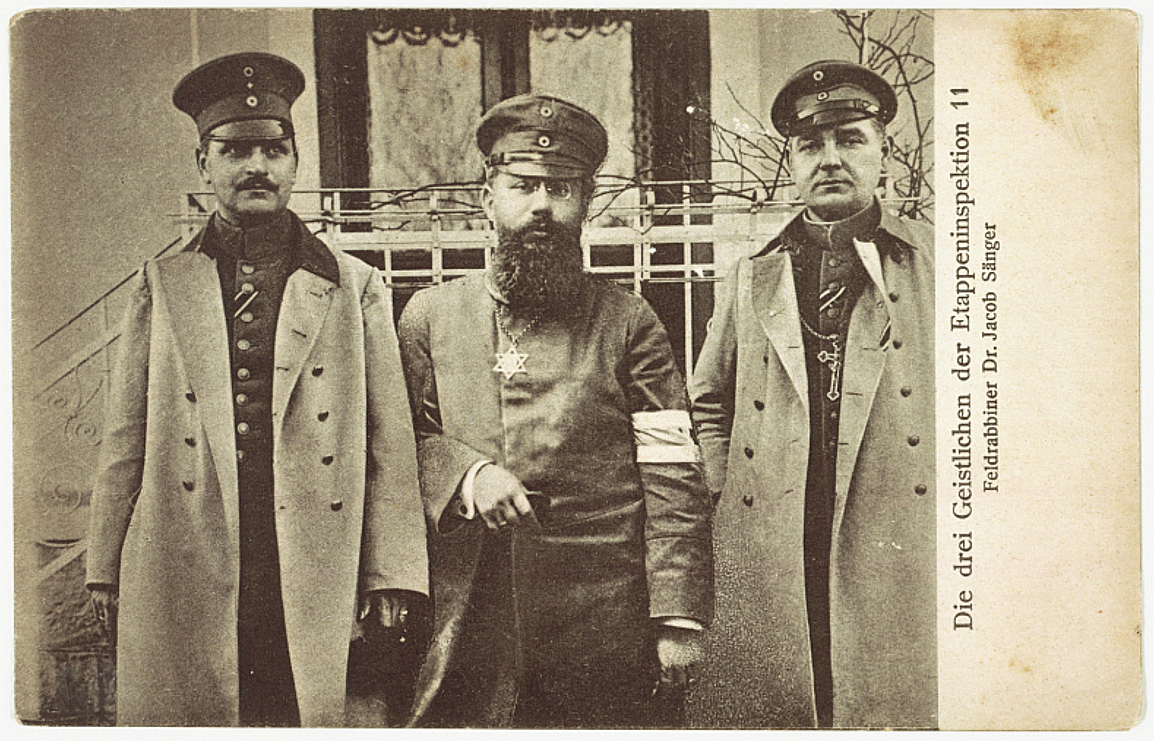
Jüdische Kriegskarte Nr. 26 aus dem Verlag von Louis Lamm

Anfang Dezember 1933 emigrierte Lamm in die Niederlande, seine Frau und seine Tochter folgten am 2. Januar 1934. Louis Lamm führte sein Antiquariat ab Frühjahr 1934 in Amsterdam im Gebäude Amstel 3 fort. Im Gebäude wohnte auch der niederländische Fotograf Cas Oorthuys. Lamm arbeitete in den Niederlanden mit Abraham Horodisch zusammen, einem ebenfalls aus Berlin nach Amsterdam geflohenen Antiquar. 16 Rheinkähne voll Judaica ließ Lamm von Deutschland in die Niederlande transportieren. Seinen ersten Antiquariatskatalog in den Niederlanden brachte Lamm 1935 unter dem Titel „Bibliotheca Judaica Iberica“ heraus. Neben Büchern handelte Lamm auch mit jüdischen religiösen Gegenständen und belieferte beispielsweise das 1930 gegründete Jüdische Museum in Amsterdam. Lamm hatte schon zuvor gute Beziehungen nach Amsterdam und war eine bekannte Persönlichkeit. Zu seinem 70. Geburtstag am 12. Dezember 1941 erschien in Het Joodsche Weekblad ein Artikel über ihn.
Nach der Besetzung durch die Deutschen wurde Lamm im Durchgangslager Westerbork gefangen gehalten. Im November 1943 wurde er in das Konzentrationslager Auschwitz deportiert, wo er zusammen mit seiner Tochter Ruth Fanny am 19. November 1943 ermordet wurde.
Der Vorrat an Büchern aus Lamms Geschäft wurde anschließend geplündert. Über die Ausraubung der Wohnung berichtete Lydia Oorthuys, die zusammen mit ihrem Mann Cas im selben Haus wohnte, in einem Brief. Ein Teil seines Besitzes wurde 1950 bei Burgersdijk & Niermans in Leiden versteigert. Viele seiner Bücher wurden vom Antiquariat „De Pampiere Wereld“ von Salomon Samson Meijer (1910–1986), gekauft, der bei Louis Lamm gelernt hatte.
Lamms Neffe Hans Lamm (1913–1985) gründete 1957 nach der Rückkehr aus dem Exil in den USA den Ner-Tamid-Verlag in München, auch um die „Tradition des Hauses Lamm aufrecht zu erhalten“.
Am Nationaal Holocaust Namenmonument in Amsterdam, das im September 2021 eingeweiht wurde, gibt es zwei Ziegelsteine, die mit den Namen von Louis Lamm und seiner Tochter Ruth Fanny beschriftet sind. Am 17. Dezember 2021 wurden für Louis und Ruth Fanny Lamm zwei Stolpersteine in Amsterdam in Anwesenheit der  Bürgermeisterin Femke Halsema verlegt – an der Stelle, an der einst das Haus Amstel 3 gestanden hatte.

## Familie
Louis Lamm heiratete 1905 Julia Pinczaver (1880–1940) aus Breslau. Das Ehepaar hatte drei Kinder: Hannah (* 1907) und Heinrich Ismar (* 1935), die beide nach Palästina emigrieren konnten, sowie Ruth Fanny (1911–1943). Die Familie gehörte der jüdisch-orthodoxen Gemeinde Adass Jisroel an, die 2009 neben der Synagoge eine Gedenktafel zu Ehren von Louis Lamm einweihte.

## Private Dokumente

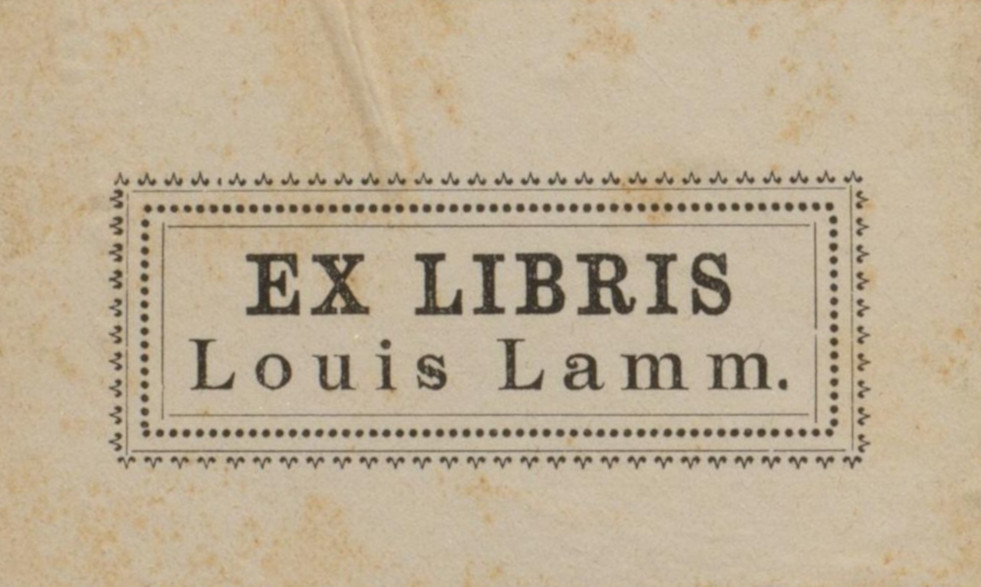
Exlibris von Louis Lamm

Dokumente aus dem Privatarchiv von Louis Lamm lagern heute in The Central Archives for the History of the Jewish People Jerusalem (CAHJP).
Ein Buch aus dem Besitz von Louis Lamm wurde bei der Suche nach NS-Raubgut in den Beständen der Württembergischen Landesbibliothek Stuttgart entdeckt. Das Buch ist mit dem Exlibris von Louis Lamm ausgestattet. Das Buch konnte am 16. Dezember 2021 an eine Enkelin von Louis Lamm restituiert werden.

## Schriften

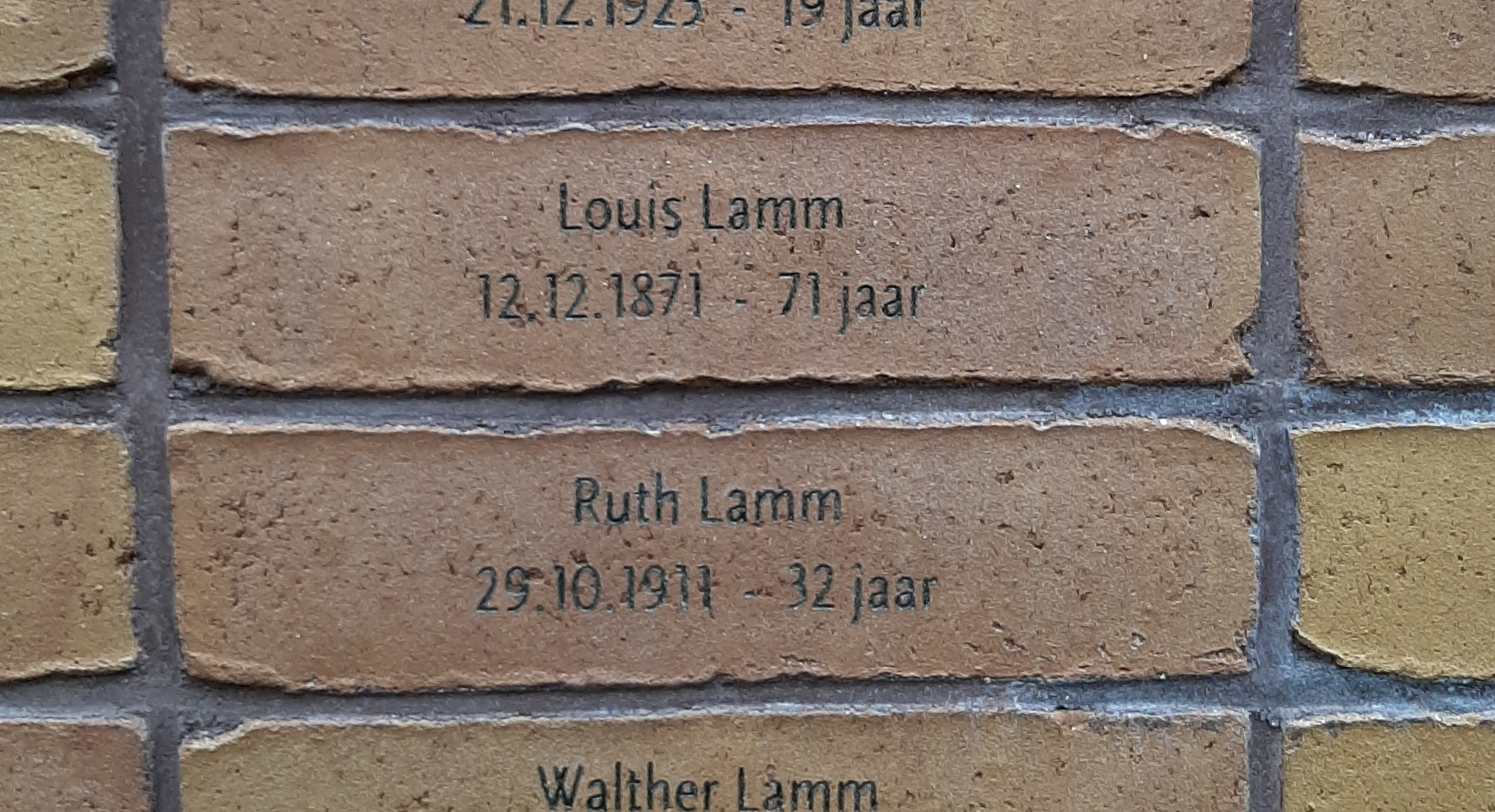
Ziegelsteine mit den Namen von Louis und Ruth Lamm am Nationaal Holocaust Namenmonument in Amsterdam

- Eine eigenartige Ausstellung; Beitrag zur Geschichte Jakob Frank und seiner Anhänger. In: Der Israelit. Central-Organ für das orthodoxe Judenthum, Jg. 40, 1899, Nr. 47, 15. Juni 1899, Belletristische Beilage Nr. 8, S. 917–921 (Digitalisat).
- Das Memorbuch in Buttenwiesen. In: Monatsschrift für Geschichte und Wissenschaft des Judenthums, Jg. 45, 1901, Heft 5, S. 540–549 (Digitalisat).
- Zur Geschichte der Juden in Lauingen. Wirth, Mainz 1903 (Digitalisat).
- Nehemias Jehuda Leib, ein Märtyrer für den Judenleibzoll, Berlin: Lamm 1910
- Zur Geschichte der Juden im bayerischen Schwaben
  - Bd. 1:  Die jüdischen Friedhöfe in Kriegshaber, Buttenwiesen und Binswangen. Lamm, Berlin 1912 (Digitalisat).
  - Bd. 1:  Zur Geschichte der Juden in Lauingen und in anderen pfalz-neuburgischen Orten 2. Aufl. Lamm, Berlin 1915 (Digitalisat).
- Stammtafel der Levittenfamilie Lamm aus Wittelshofen in Bayern: Durch drei Jahrhunderte. Lamm, Berlin 1914 (Digitalisat).
- Makkabäa: jüdisch-literarische Sammlung für unsere Krieger ausgewählt. Lamm, Berlin 1915 (Lamms jüdische Feldbücherei; 4) (Digitalisat).
- Isak Bernhard Lamm: der erste jüdische Volks-Schul-Lehrer in Bayern. Lamm, Berlin 1915 (Digitalisat).
- Verzeichnis jüdischer Kriegsschriften, 2 Bde. Lamm, Berlin 1916 (Digitalisat).
- Ein kurzes Kapitel über Berliner Taufjuden. Lamm, Berlin 1918 (Digitalisat). Stolpersteine für Louis und Ruth Fanny Lamm. Verlegt am 16. Dezember 2021 in Amsterdam.

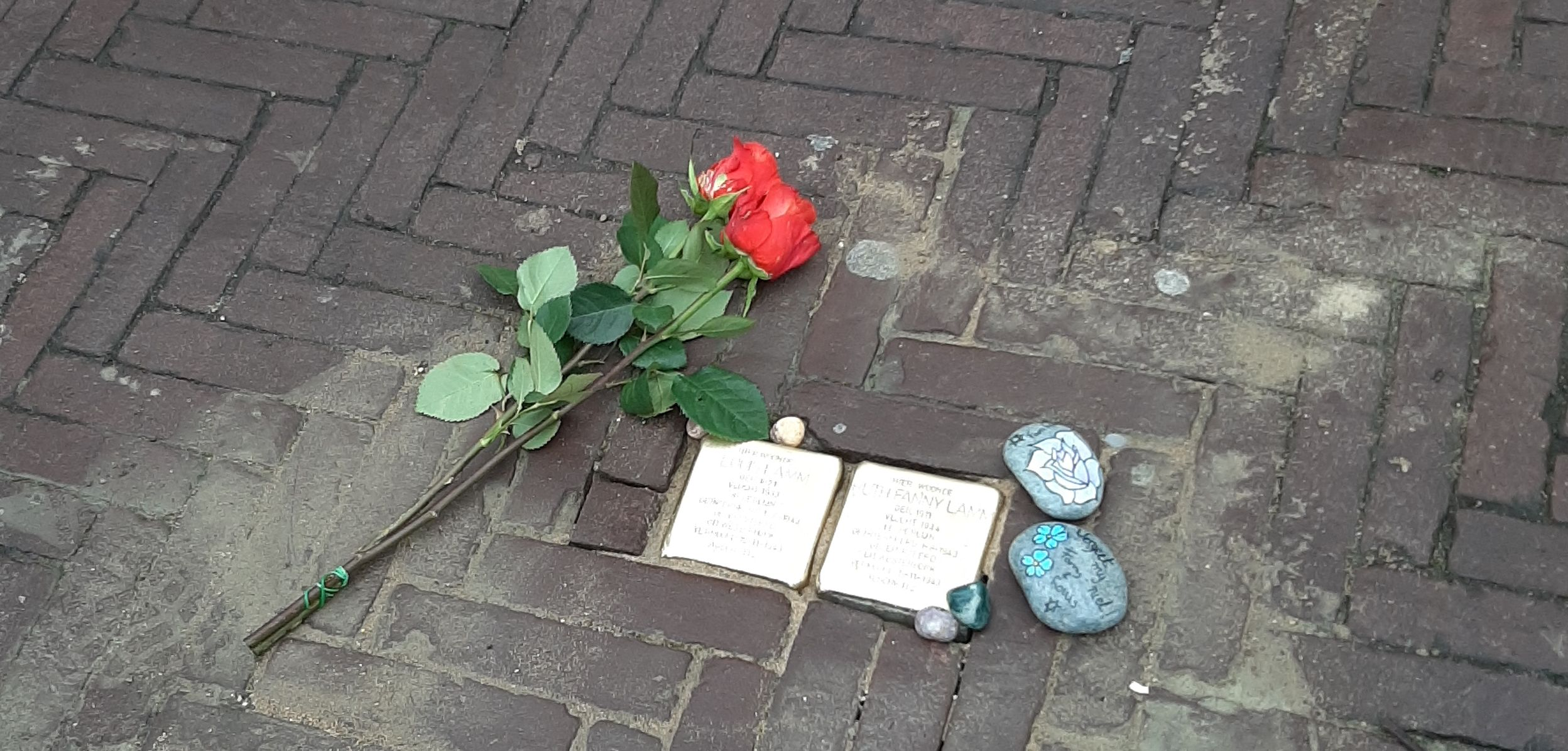
Stolpersteine für Louis und Ruth Fanny Lamm. Verlegt am 16. Dezember 2021 in Amsterdam.

- Mein Verlag. In: Neue Jüdische Monatshefte, Jg. 4, Heft 2/4, 25. Oktober / 25. November 1919, S. 78–79 (Digitalisat).
- Meine Buchhandlung. In: Neue Jüdische Monatshefte, Jg. 4, Heft 2/4, 25. Oktober / 25. November 1919, S. 80–81 (Digitalisat).
- Die äußere Form des Jüdischen Kalenders. Zum 50jährigen Jubiläum des Lammschen Kalenders. In: Der Israelit, Heft 27, 4. Juli 1929, S. 14 (Digitalisat).
- Reise-Eindrücke in Nord-Afrika. Lamm, Berlin 1929.
- Das Memorbuch von Oettingen. In: Jahrbuch der Jüdisch-Literarischen Gesellschaft. Bd. 22 (1931/32), S. 147–159 (Digitalisat).